# Зубенко Валерій Анатолійович
Валерій Анатолійович Зубенко (23 серпня 1959, Ворошиловськ, Луганська область) — радянський та український футболіст, який виступав на позиції нападника. В радянській вищій лізі зіграв три матчі і забив 1 гол. Переможець юніорського турніру УЄФА 1978 року, срібний призер молодіжного чемпіонату світу (1979). Майстер спорту СРСР (1979).

## Біографія

### Клубна кар'єра
Вихованець ворошиловградської Школи-інтернату спортивного профілю (ШІСП), тренер — Вадим Дмитрович Добіжа. Переможець турніру «Переправа» 1978 року.
У 1976 році включений в склад дубля ворошиловградської «Зорі». За основний склад клубу дебютував 26 серпня 1977 року в матчі чемпіонату СРСР проти київського «Динамо», вийшовши на заміну на 78-й хвилині замість Олександра Сорокалета. 11 листопада 1978 року в грі проти «Арарату» забив свій єдиний гол у вищій лізі. Після вильоту «Зорі» з вищої ліги за підсумками сезону-1979, продовжував грати за команду в першій лізі.
У 1982 році виступав за київський СКА, потім грав за липецький і запорізький «Металурги» і ряд аматорських клубів. У 1986 році повернувся в «Зорю», що вилетіла до того часу у другу лігу, і разом з командою став переможцем зонального турніру і чемпіоном Української РСР серед команд другої ліги. Через важку травму змушений був завершити кар'єру на рівні команд майстрів.
Надалі грав за колективи фізкультури, які виступали на рівні чемпіонатів областей. У 2000—2001 роках був граючим тренером аматорського клубу «Шахтар» (Кремінна).
У 2000-ті роки виїхав на постійне місце проживання до Іспанії, живе у Валенсії.

### Кар'єра в збірній
У 1978 році став переможцем юніорського турніру УЄФА (неофіційного чемпіонату Європи), в тому числі грав у фінальному матчі проти Югославії. У 1979 році став срібним призером молодіжного чемпіонату світу.

## Досягнення
- Чемпіон Європи серед юнаків (U-18): 1978
- Срібний призер молодіжного чемпіонату світу (U-20): 1979
- Чемпіон УРСР: 1986
- Переможець п'ятої зони другої ліги чемпіонату СРСР: 1983
- Переможець турніру «Переправа»: 1978